# 谷源真
谷源真神父（英语：Fr. William Ferrer Cassidy，意大利语：Guglielmo Ferrer Cassidy, O.P.，1899年—1938年）美国多明我会传教士、天主教建宁府自治区第二任上司（1937年－1938年）。
1899年，谷源真神父出生于美国。1937年1月21日，谷源真出任天主教建宁府自治区第二任上司（1937年－1938年），接替在1月18日去世的第一任上司 Paul Adam Curran。1938年1月8日，谷源真去世，年仅39岁。